# Campylaspis canaliculata
Campylaspis canaliculata is een zeekommasoort uit de familie van de Nannastacidae. De wetenschappelijke naam van de soort is voor het eerst geldig gepubliceerd in 1936 door Zimmer.